# Dino Olivieri
Dino Olivieri, talvolta indicato come Oliveri (Senigallia, 5 dicembre 1905 – Milano, 24 gennaio 1963), è stato un musicista, compositore e direttore d'orchestra italiano.
È ricordato per essere stato l'autore, nel 1936, dello standard musicale Tornerai, composto su testo di Nino Rastelli e lanciato dal Trio Lescano. Con il titolo J'attendrai, il brano ha avuto successo anche nella versione in lingua francese cantata nel 1938 dall'artista italiana di Sarzana, Cesarina Picchetto che la lanciò in Francia nel 1938 con lo pseudonimo di Rina Ketty); è divenuto poi un evergreen entrando nel repertorio di diversi artisti come Tino Rossi, Bing Crosby, Dalida, Frank Sinatra e Jean Sablon.

## Biografia
Diplomato in pianoforte, armonia e composizione presso il Conservatorio Musicale G. Rossini di Pesaro, ha iniziato la carriera artistica a metà degli anni trenta, curando arrangiamenti e orchestrazioni per vari artisti (alcuni dei quali da lui lanciati nel firmamento musicale, come Luciano Virgili) e iniziando a comporre brani per proprio conto e per la compagnia teatrale "Il pesce pagliaccio", nota per le sue opere goliardiche su animali marini.
Negli anni cinquanta ha scritto le musiche per altri brani di musica leggera divenuti dei successi popolari come Eulalia Torricelli (in collaborazione con Gino Redi su testo di Nisa, ripresa da Gabriella Ferri nel 1972 per l'album L'amore è facile, non è difficile), C'è un uomo in mezzo al mar, La collanina (presentata al Festival di Sanremo 1952, musicata su testo del paroliere Gian Carlo Testoni e cantata da Alberto Rabagliati) e Ti porterò sul Cucciolo.
Fondatore delle Edizioni musicali Settenote (fra gli autori sotto contratto, Alberto Testa), gestite in seguito dal figlio Roberto Olivieri, è stato compositore di altri brani destinati anche al festival di Sanremo (nelle edizioni del '51, Ho pianto una sola volta, scritta con il paroliere Pinchi e cantata da Nilla Pizzi).
Con Pinchi fu al centro, appunto nel 1957, di un piccolo caso: infatti la canzone presentata quell'anno a Sanremo nell'interpretazione di Tonina Torrielli e Carla Boni, La cosa più bella, venne esclusa all'ultimo momento in quanto risultata non inedita, come richiesto dal regolamento del festival, in quanto già incisa da Cristina Jorio.
È stato per dieci anni il direttore d'orchestra e artistico della Voce del Padrone.
Morì a Milano e venne sepolto al locale Cimitero Maggiore; in seguito i suoi resti sono stati posti in una celletta.

## Olivierinel cinema
Queste le colonne sonore di film che hanno utilizzato musiche di Olivieri:
- Per uomini soli (1938, Grazie)
- El amor no es ciego (1950, Volvere)
- La segunda mujer (1953, J'Attendrai)
- Le armi del re (1954, Au Revoir)
- I sette della gloria (1968, Tornerai)
- Mica scema la ragazza! (1972, J'attendrai)
- Diciassette momenti di primavera (1973, J'attendrai)
- U-Boot 96 (1981, J'attendrai)
- Un'ottima annata (2006, J'attendrai)
- Le 13 rose (2007, J'attendrai)

## Discografia parziale

### Album
- 1954: Chiaroscuri musicali (La Voce del Padrone, QDLP 6016)